# Polyplectropus nam
Polyplectropus nam är en nattsländeart som beskrevs av Malicky 1995. Polyplectropus nam ingår i släktet Polyplectropus och familjen fångstnätnattsländor. Inga underarter finns listade i Catalogue of Life.